# Steige
Steige – miejscowość i gmina we Francji, w regionie Grand Est, w departamencie Dolny Ren.
Według danych na rok 1990 gminę zamieszkiwało 459 osób, a gęstość zaludnienia wynosiła 47 osób/km² (wśród 903 gmin Alzacji Steige plasuje się na 488. miejscu pod względem liczby ludności, natomiast pod względem powierzchni na miejscu 256.).